# Umba (rzeka w Rosji)
Umba (ros. Умба) – rzeka na Półwyspie Kolskim, w obwodzie murmańskim, w Rosji. Ma 123 km długości, wypływa z jeziora Umboziero, uchodzi do Zatoki Kandałaksza.